# Narodni park Hoàng Liên
Narodni park Hoàng Liên (vietnamsko Vườn quốc gia Hoàng Liên, znan tudi kot Hoàng Liên Sơn, Dãy Hoàng Liên) je narodni park znotraj pogorja Hoàng Liên Sơn v okrožjih Sa Pa in Than Uyên v provinci Lào Cai in del okrožja Phong Thổ v provinci Lai Châu v severnem Vietnamu. Njegova površina je 68.569 hektarjev s terenom večinoma med 1000 in 3000 metri nadmorske višine.
Narodni park je bil ustanovljen v skladu z odločbo št. 90/2002/QĐ-TTg z dne 12. julija 2006 s strani vlade Vietnama. Ta odločitev je naravni rezervat spremenila v narodni park. Naravni rezervat je obstajal od leta 1986 (Odlok št. 194/CT predsednika Sveta ministrov z dne 9. avgusta 1986, Ministrstvo za kmetijstvo in razvoj podeželja MARD 1997), ki ga je leta 2003 potrdil Svetovni center za spremljanje ohranjanja narave. UNEP.
Narodni park Hoàng Liên je priznan kot del parkov dediščine ASEAN in središče rastlinske raznovrstnosti v programu ohranjanja rastlin Mednarodne zveze za ohranjanje narave (IUCN).

## Lega
Narodni park Hoàng Liên je gorat severozahod Vietnama in vključuje Fan Si Pan, najvišjo goro v Vietnamu in na Indokitajskem polotoku.
Skupna površina osrednjega narodnega parka je 29.845 hektarjev, kar vključuje strogo zavarovano območje 11.875 ha; »območje sanacije gozdov« v velikosti 17.900 ha in območje upravnih storitev v velikosti 70 ha. Osrednji del narodnega parka Hoàng Liên je znotraj naseljenih krajev San Sa Ho, Lao Chai, Ta Van, Ban Ho, okrožje Sa Pa, provinca Lao Cai, in del občin Muong Khoa, Than Thuoc, okrožje Than Uyen.
Celotno obrobno območje, oddelek Hoàng Liên Son-Van Ban, meri 38.724 hektarjev, sestavljeno iz mesta Sa Pa in nekaj občin znotraj okrožij Sa Pa in Van Ban, provinca Lao Cai; in 2 občini v okrožju Phong Tho, Lai Chau. Na tem območju živi šest etničnih skupin, med katerimi so ljudje Dao in H'mong večina.

## Biodiverziteta
Narodni park Hoàng Liên je dom številnih vrst rastlin in živali, od katerih so številne redke in ogrožene.

### Rastlinstvo in živalstvo
V parku je zabeleženih več kot 3000 rastlinskih vrst, vključno s številnimi endemičnimi in ogroženimi vrstami. Gorsko območje parka pomeni, da je vidna izrazita višinska cona, pri čemer se flora spreminja od tropskih rastlin na nizkih nadmorskih višinah do zmernih alpskih rastlin na visokih nadmorskih višinah. Na gori Fan Si Pan najdemo približno 25 odstotkov vietnamskih endemičnih rastlin. Vegetacijo sestavljajo zimzeleni (pragozdovi) na nadmorskih višinah od 1000 do 2500 m. Na višjih nadmorskih višinah najdemo le pritlikavi bambus in grmičevje iz cone krivega lesa. Pod 1000 m nadmorske višine so gozd redno krčili, da bi naredili prostor za človeška naselja in vasi. Poleg tega je mogoče identificirati več kot 2000 različnih rastlinskih vrst. 66 jih je na rdečem seznamu ogroženih rastlin. V avtohtoni medicini se uporablja več kot 700 rastlinskih vrst. 
Rastlinstvo gorskih gozdov podpira bujne vrste ptic (skoraj 350 vrst, kot so drozgi, papige, zelenci in brglezi), sesalcev, plazilcev, dvoživk (več kot kjerkoli drugje na zavarovanih območjih v Vietnamu) in žuželk.
V parku je mogoče najti približno eno tretjino vrst dvoživk v Vietnamu.

### Metulji in molji
V narodnem parku Hoàng Liên so opazili skupno 199 vrst metuljev. Pri nočnih metuljih je bilo opaženih skupno 78 vrst veščcev (Sphingidea) in skupno 286 vrst sovk (Noctuidae). 

### Sesalci in dvoživke
V parku je zabeleženih deset vrst živali in štiri vrste ptic, ki so svetovno ogrožene. Populacija sesalcev v narodnem parku Hoàng Liên je nizka zaradi divjega lova.
Vendar pa je leta 1999 zabeleženo, da je v naravnem rezervatu in okoli njega 347 vrst ptic, vključno z 49 vrstami, ki so v Vietnamu omejene na severozahodni Tonkin.
V letih 1997-1998 so v narodnem parku Hoàng Liên opazili skupno 38 različnih vrst žab in krastač.

## Nevarnost
Krčenje gozdov, ki je na splošno resen okoljski problem v Vietnamu, vpliva tudi na narodni park Hoàng Liên v nižjih ravneh. Projekti pogozdovanja in prepovedi izvoza surovega lesa (odlok iz leta 1992) se do danes niso bistveno spremenili. V povprečju je bilo od leta 1943 uničenih več kot 50 % gozdnih virov.